# Азарово (Жуковский район)
Азарово — деревня в Жуковском районе Калужской области России. Входит в состав сельского поселения «Село Совхоз Чаусово».

## География
Деревня находится в северо-восточной части Калужской области, в зоне хвойно-широколиственных лесов, к востоку от реки Ичи, на расстоянии примерно 18 километров (по прямой) к юго-востоку от города Жукова, административного центра района. Абсолютная высота — 202 метра над уровнем моря.

### Климат
Климат характеризуется как умеренно континентальный, с умеренно влажным летом и продолжительной зимой. Среднегодовая многолетняя температура воздуха составляет 4 °С. Средняя температура воздуха самого тёплого месяца (июля) — 17,8 °C (абсолютный максимум — 38 °C); самого холодного (января) — −9,9 °C (абсолютный минимум — −48 °C). Продолжительность периода отрицательных температур 149 дней. Среднегодовое количество атмосферных осадков составляет 749 мм, из которых 466 мм выпадает в тёплый период. Снежный покров держится в течение 136 дней.

### Часовой пояс
Деревня Азарово, как и вся Калужская область, находится в часовой зоне МСК (московское время). Смещение применяемого времени относительно UTC составляет +3:00.

## Население
| 2002 | 2010 |
| ---- | ---- |
| 0    | →0   |